# Christophe Lambrecht
Christophe Lambrecht (Herentals, 25 augustus 1970 – 5 mei 2019) was een Belgisch presentator, bekend van Studio Brussel. 
Lambrecht werd geboren in Herentals, een plaats gelegen in de Kempen (streek). In zijn jonge jaren draaide hij al plaatjes in café De Max aldaar. Als puber werkte hij voor vrije radiozenders, lokale zenders en als feestdeejay. Na de studies toegepaste communicatie en filmregisseur die hij beide niet af maakte, kreeg hij door toedoen van vriend en regisseur Jan Eelen die toendertijd werkzaam was bij Filmnet een baan aldaar. Eelen had hem gevraagd de samenvattingen van de buitenlandse voetbalwedstrijden te maken. Lambrecht stapte in 1992 over naar VTM waar hij begon als regie-assistent en stapte in 1994 over naar de regionale zender RTV. Na twee jaar als journalist te hebben gewerkt bij RTV, kwam hij als journalist terug bij VTM. In 1997 begon Lambrecht als reporter bij Woestijnvis. Vanaf 1999 was hij actief als presentator bij Studio Brussel. Zijn laatste programma was het dagelijkse Music@Work in de voormiddag op weekdagen.
Hij was een van de drie presentatoren bij de eerste Music For Life in 2006. Tijdens de derde Music For Life coördineerde hij Run for Life in Antwerpen. Lambrecht was de presentator van Feest in het Park en werkte regelmatig samen met Peter Van de Veire als DJ of MC op evenementen en fuiven.
Lambrecht overleed op 5 mei 2019 op 48-jarige leeftijd ten gevolge van hartfalen.
Om de herinnering aan hem levendig te houden, wordt nog altijd om 10 uur 's ochtends een nummer van Prince - Christophe was een heel grote fan - gedraaid op Studio Brussel.